# 傅容 (明朝宦官)
傅容（1437年—1511年），广州顺德县人，弘治时期的司礼监掌印太监。去世后由礼部尚书丘濬撰写墓志铭。

## 生平
正统二年（1437年），出生。
景泰元年（1450年），寡母遇害身亡。
天顺元年（1457年），进入司礼监。
成化四年（1468年），担任奉御，掌管文书。
成化年间，任印绶监监丞。
弘治元年（1488年），提拔为司礼监掌印太监，赏赐蟒衣、玉带、禄米。
正德六年（1511年），去世。

## 亲属
- 傅义悌（祖）
- 傅道达（父）
- 何氏（母）
- 傅宏（大哥）
- 傅保（二哥）
- 傅佑（三哥）
- 傅真（四哥）